# Tithoes maculatus centralis
Tithoes maculatus centralis es una subespecie de escarabajo longicornio del género Tithoes, categorizada en la tribu Acanthophorini, de la subfamilia Prioninae. Fue descrita por Lameere en 1903.
Existe un ejemplar de la especie en el museo de las Ciencias Naturales.

## Descripción
Mide 56-86 mm de longitud.

## Distribución
Se distribuye por África: República Centroafricana y República Democrática del Congo.